# Partido para la Construcción del Estado de Taiwán
El Partido de la Construcción del Estado de Taiwán (TSP, chino tradicional: 台灣基進; chino simplificado: 台湾基进) es un partido político progresista liberal de la Rrepública de China.
Fundado en 2016, La actual líder es Chen Yi-chi.

## Historia
En 2012, se estableció bajo el nombre de "Radical Wings".
En julio de 2015, se registró como organización política nacional en el Ministerio del Interior de la República de China.
El 15 de mayo de 2016, fue inscrito como partido político "Taiwan Radical Wings" y Chen Yiqi fue elegido como el primer presidente del partido.
En las elecciones nueve en uno de 2018, el Partido nominó a 12 personas para que se presentaran a las elecciones como concejales locales, y todo el ejército fue eliminado.
El 29 de abril de 2019, cambió al nombre actual de TSP.
En las elecciones legislativas de 2020, TSP participó en las elecciones parlamentarias como partido político por primera vez. Chen Bai wei fue elegido legislador del segundo distrito electoral de la ciudad de Taichung (distrito de Shalu, distrito de Longjing, distrito de Dadu, distrito de Wuri, distrito de Wufeng) y fue derrotado El candidato del Kuomintang Yan Kuanheng, TSP ganó un escaño en el Yuan Legislativo por primera vez.